# Dieter Kmietczyk
Dieter Kmietczyk (* 29. März 1949 in Jarmen) ist ein deutscher Politiker (Bündnis 90/Die Grünen). Er war von 1990 bis 2008 parteiloser Oberbürgermeister der Stadt Zeitz.

## Schule, Ausbildung, Studium
Kmietczyk erlernte nach dem Abschluss der 10. Klasse den Beruf des Zuckerfacharbeiters. Im Anschluss daran studierte er Zuckertechnologie in Köthen. 1971 schloss er dieses Studium als Zuckerfabriksingenieur ab. 1974 zog er nach Zeitz und arbeitete dort in diesem Beruf. Während dieser Tätigkeit erwarb er von 1976 bis 1981 im Fernstudium in Roßwein den Abschluss eines Stahlbauprojektanten. 

## Oberbürgermeister von Zeitz
Dieter Kmietczyk engagierte sich seit der politischen Wendezeit ab 1989, zunächst im Demokratischen Aufbruch (DA). Zwischen 1990 und 2008 wählten ihn die Zeitzer in drei Amtszeiten zum Oberbürgermeister der Stadt Zeitz. Er wurde bei der ersten Wahl von der CDU unterstützt, weil der DA inzwischen mit der CDU fusioniert war. Bei seinen drei Wiederwahlen startete er als Parteiloser ohne Unterstützung der CDU. 
Kmietczyk war einer der Gründer der regionalen Beschäftigungs-Initiative Pakt für Arbeit Zeitz. Diese gründete sich am 10. Dezember 1996, um gegen das Negativ-Image wegen der hohen Arbeitslosenquote vorzugehen. Dem Bündnis aus Kommunalpolitik, Gewerkschaft und Arbeitgebern gelang es 1997, in ein Förderprogramm der Europäischen Union zu gelangen. Die damit verbundene, über mehrere Jahre verteilte finanzielle Unterstützung betrug 200.000 ECU. Die damalige EU-Kommissarin Monika Wulf-Mathies und der Präsident der EU-Kommission, Jacques Santer, besuchten daraufhin die Stadt Zeitz.
Auf Kmietczyks Initiative entstand als ein Projekt des Pakts für Arbeit Zeitz der bis heute bestehende regionale Existenzgründer-Wettbewerb Zeitzer Michael. Bald wurde die Landesregierung Sachsen-Anhalts in Magdeburg aufmerksam, und der regionale Wettstreit gewann von Jahr zu Jahr an Beachtung. Die Schirmherrschaft des Wettbewerbs lag bei den Ministerpräsidenten Wolfgang Böhmer und Reiner Haseloff, die zur alljährlichen Preisverleihung in das Schloss Moritzburg kamen.

## Zeit seit 2008
Nach dem Ende seiner letzten Amtszeit trat Kmietczyk 2010 der Partei Bündnis 90/Die Grünen bei, nachdem ihm bereits zu aktiver Zeit eine politische Nähe zur Partei nachgesagt wurde. 
Kmietczyk war bis 2017 Mitglied im Kreistag des Burgenlandkreises und arbeitete in dessen Finanzausschuss.
Bei der Bundestagswahl 2013 trat er als Direktkandidat für seine Partei im Wahlkreis 73 Burgenland-Saalekreis an. Dabei errang er 3,9 % der Erststimmen. Auf die Landesliste der Partei ließ er sich nicht setzen.

## Privates
Kmietczyk ist zum zweiten Mal verheiratet und hat vier Kinder. 

## Sonstiges
Seit 1990 setzt er sich für die zivile Nutzung des Zeitzer Forstes ein.